# Rubem Alves
Rubem Azevedo Alves (ur. 15 września 1933 w Minas Gerais, zm. 19 lipca 2014 w Campinas) – brazylijski pisarz, teolog, filozof, psychoanalityk i pedagog. Uważany za jednego z pionierów teologii wyzwolenia, był autorem ponad 160 publikacji przetłumaczonych na wiele języków, w tym angielski, francuski, niemiecki, włoski, hiszpański i rumuński. Jego dorobek obejmuje literaturę naukową, eseistykę, książki dla dzieci oraz prace z pogranicza teologii, filozofii, psychoanalizy i edukacji.

## Życiorys
W latach 1953–1957 studiował teologię w Seminarium Prezbiteriańskim, a w 1958 został pastorem prezbiteriańskim. Sześć lat później uzyskał tytuł magistra teologii na Union Theological Seminary w Nowym Jorku. Podczas reżimu wojskowego w Brazylii został oskarżony o działalność wywrotową, co zmusiło go do emigracji z rodziną do Stanów Zjednoczonych.
W USA ukończył doktorat w Princeton Theological Seminary, pisząc pracę Towards a Theology of Liberation, która stała się jedną z pierwszych systematycznych prób sformułowania zasad teologii wyzwolenia.
Od lat 80. Alves zajął się również psychoanalizą i został członkiem São Paulo Society of Psychoanalysis. W swojej pracy łączył refleksję psychologiczną z zagadnieniami edukacyjnymi i teologicznymi. W książkach takich jak Ao professor, com carinho czy Conversas sobre a educação podkreślał rolę emocji, pasji i sztuki w procesie nauczania.

## Teologia wyzwolenia
Rubem Alves był jednym z prekursorów teologii wyzwolenia – nurtu, który odczytuje chrześcijaństwo przez pryzmat doświadczeń ludzi ubogich, wykluczonych i uciskanych. Jego podejście do teologii miało silne podstawy filozoficzne i społeczno-polityczne. W jego pracach widoczne są wpływy m.in. Karola Marksa, Frantza Fanona, Friedricha Nietzschego oraz Paulo Freirego, z którym współpracował. Alves traktował religię jako narzędzie nadziei, krytyki społecznej i duchowego wyzwolenia.
Jego prace teologiczne, takie jak O que é a religião? oraz Variações sobre a vida e a morte, odegrały istotną rolę w rozwoju tego nurtu, wpływając m.in. na czarną teologię (USA, RPA), palestyńską teologię wyzwolenia, teologię Dalitów (Indie) i teologię Minjung (Korea Południowa).